# Чапаевское (Оренбургская область)
Чапа́евское — село в Сакмарском районе Оренбургской области. Входит в состав Светлого сельсовета.

## География
Село находится на правом берегу реки Средняя Каргалка, на расстоянии примерно 23 км (по прямой) на запад-северо-запад от села Сакмара, административного центра района.

## Население
| 2010 |
| ---- |
| 421  |

### Национальный состав
Согласно результатам переписи 2002 года, в национальной структуре населения русские составляли 73 % из 442 чел.